# Luzerne
Medicago
Pour les articles homonymes, voir Luzerne (homonymie) et Medicago (homonymie).
Genre
Synonymes
- Factorovskya Eig.[2]

Les luzernes, plantes appartenant au genre Medicago, sont des plantes à fleurs dicotylédones de la famille des Fabaceae (Légumineuses), sous-famille des Faboideae. Ce sont des plantes herbacées originaires de l'Ancien Monde. Le genre comprend une centaine d'espèces acceptées. 
Ce sont des plantes proches des trèfles, annuelles ou vivaces, le plus souvent herbacées (parfois aussi de petits arbustes comme Medicago arborea), à feuilles trifoliolées, dont plusieurs espèces sont cultivées comme plantes fourragères. La plus connue est la luzerne cultivée (Medicago sativa), mais on trouve, notamment en région méditerranéenne, beaucoup d'autres luzernes.
Elles sont le plus souvent à fleurs jaunes et de petite taille, très proches les unes des autres ; elles se distinguent par la forme de leurs fruits ou de leurs stipules. Les fleurs sont groupées en racèmes à l'apparence de capitules. Les fruits sont des gousses se présentant souvent sous une forme spiralée. Comme les autres légumineuses, en symbiose avec des bactéries du genre Rhizobium, elles présentent l'intérêt de fixer l'azote de l'air dans la terre ; les luzernes sont de ce point de vue les légumineuses les plus performantes (plus de 200 unités d'azote/ha/an).
Le nom scientifique du genre n'est pas lié à ses propriétés médicales, mais au fait que, selon Théophraste, la luzerne serait originaire de Médie. Quant au nom vernaculaire, il est emprunté à l'occitan luserna, qui désigne aussi une petite lumière ou le ver luisant, en raison de l'aspect brillant des graines de la plante.

## Caractéristiques générales
Ce sont des plantes herbacées, annuelles ou pérennes ou bien arbustes. Les feuilles ont trois folioles entières ou à bords dentés. Les stipules sont dentées ou laciniées et soudées au pétiole. Les fleurs sont pédicellées disposées en grappes ou en corymbes axillaires et pédonculés. Les calices sont en tubes ou en cloches à cinq dents. Les corolles présentent un étendard oblong à ailes libres, la carène étant plus courte que les ailes. Les fleurs ont dix étamines. Les gousses peuvent être droites, en faux ou bien enroulées en hélices, parfois épineuses, indéhiscentes et contenant une ou plusieurs petites graines.

## Distribution
Ce genre est originaire de l'ancien monde : Europe, Asie, Afrique du Nord.

## Classification
Le genre Medicago est placé dans la sous-famille des Faboideae et la tribu des Trifolieae. Il est divisé en 12 sections et plusieurs sous-sections :
- section Buceras
  - Deflexae
  - Erectae
  - Isthmocarpae
  - Reflexae
- section Carstienses
- section Dendrotelis
- section Geocarpa
- section Heynianae
- section Hymenocarpos
- section Lunatae
- section Lupularia
- section Medicago
- section Orbiculares
- section Platycarpae
- section Spirocarpos
  - Intertextae
  - Leptospireae
  - Pachyspireae
  - Rotatae

## Liste des espèces de la luzerne
Selon The Plant List (18 septembre 2018) :
- Medicago agropyretorum Vassilcz.
- Medicago alatavica Vassilcz.

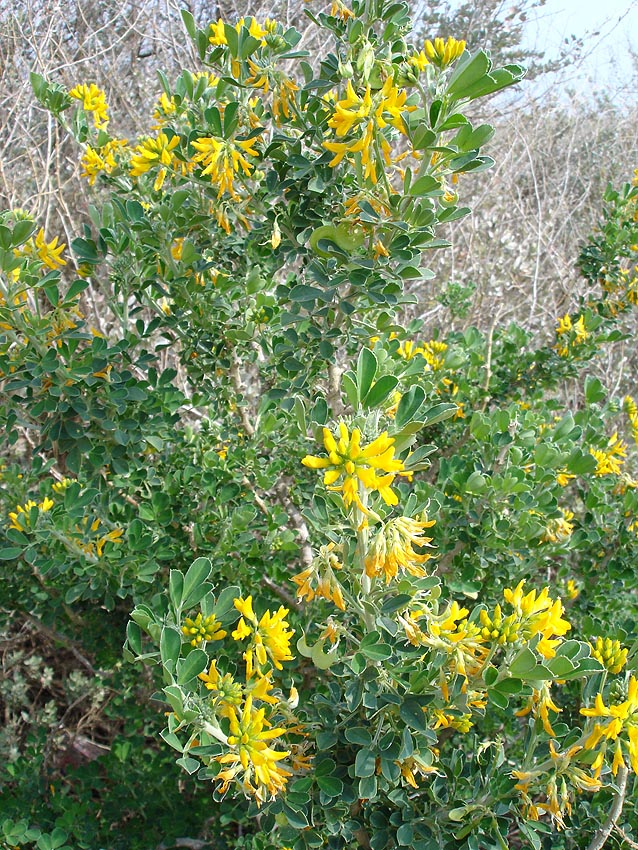
Medicago arborea.

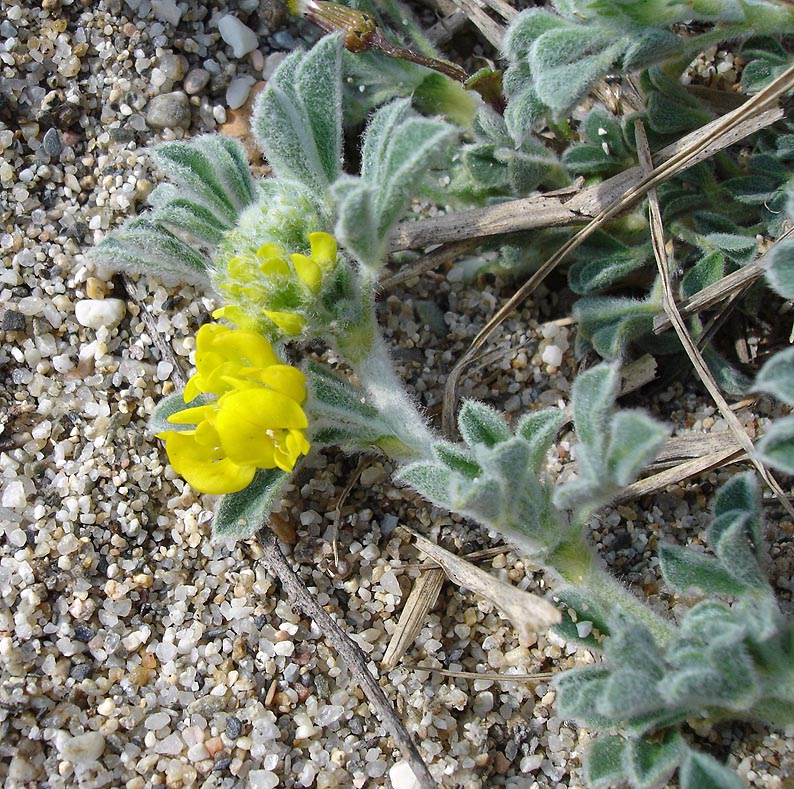
Medicago marina.

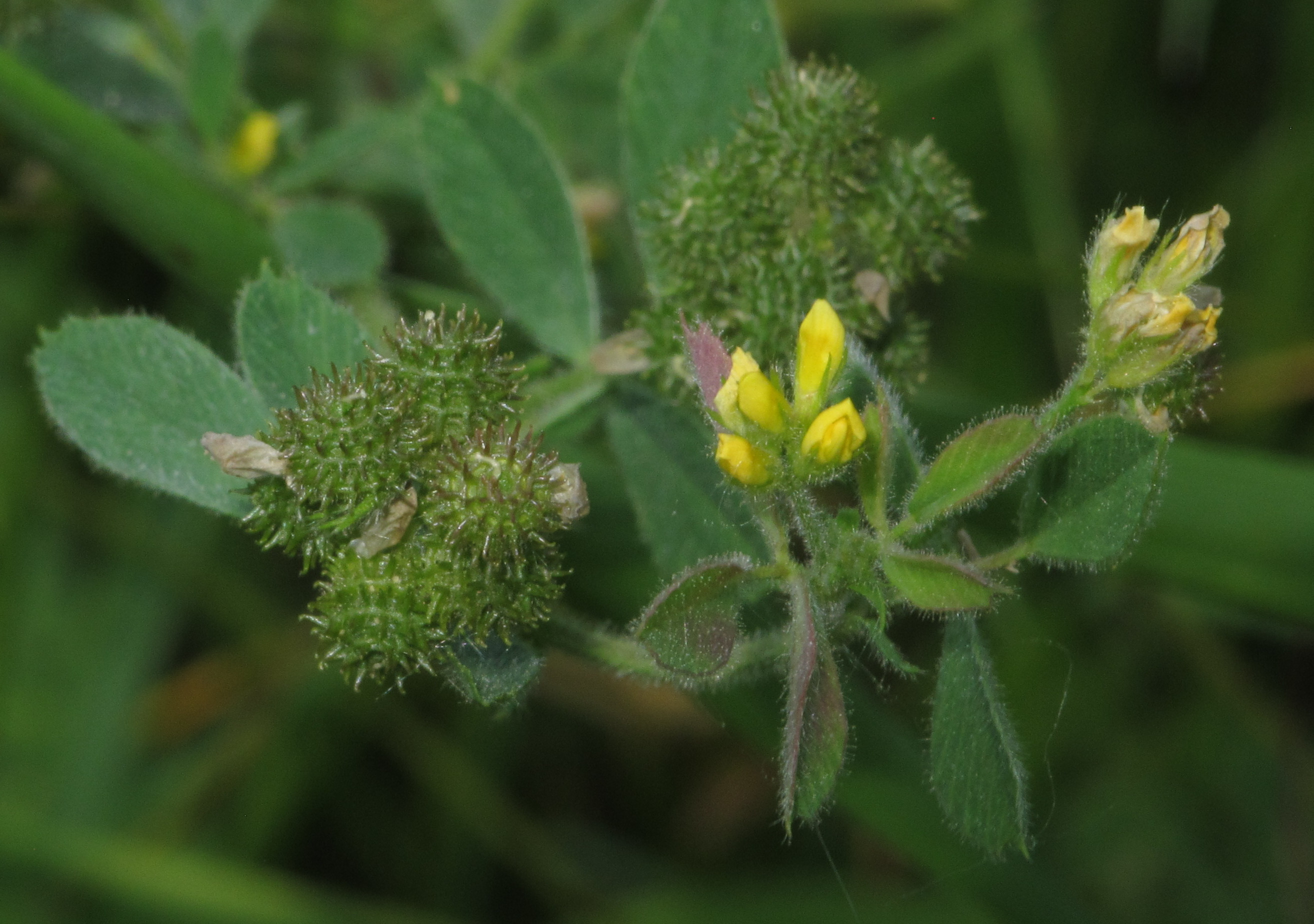
Medicago minima.

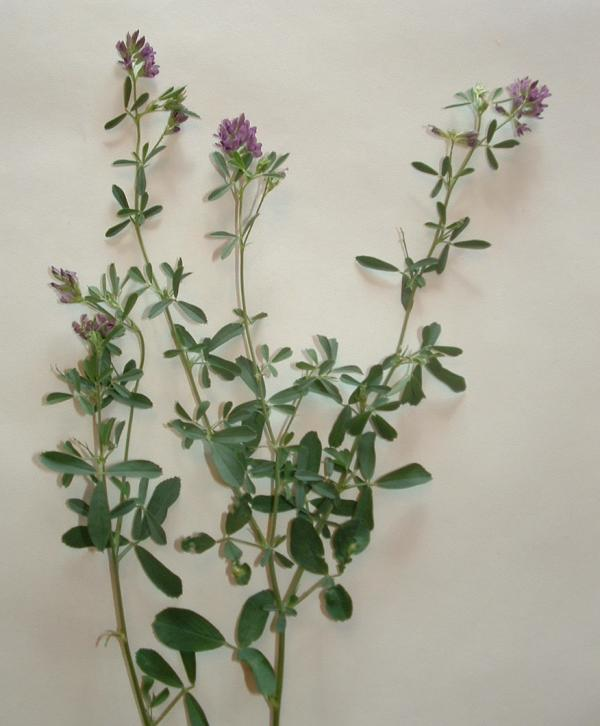
Medicago sativa.

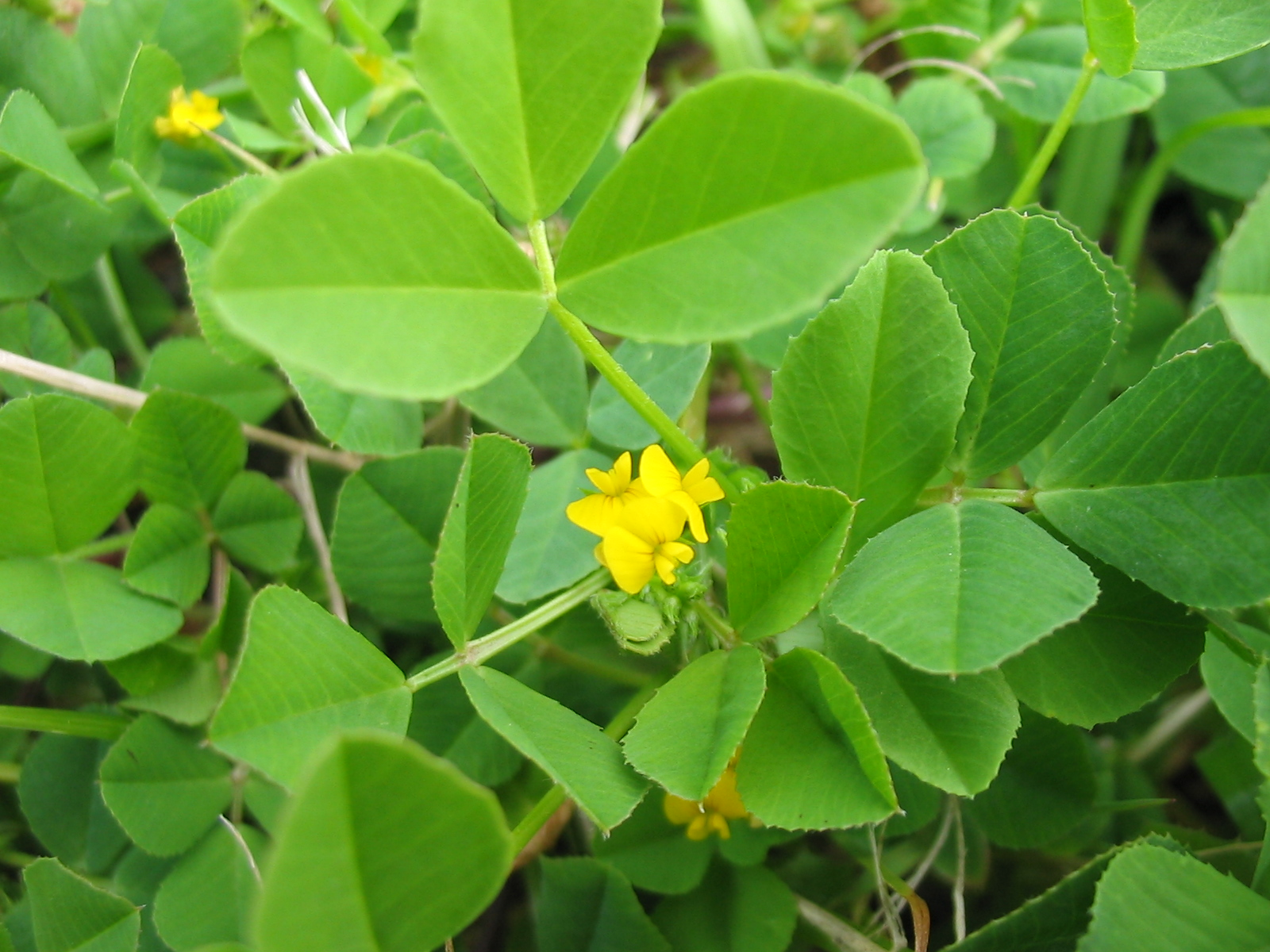
Medicago polymorpha.

- Medicago arabica (L.) Huds., la luzerne d'Arabie
- Medicago arborea L., la luzerne arborescente
- Medicago archiducis-nicolai Sirj.
- Medicago arenicola (Hub.-Mor.) E. Small
- Medicago astroites (Fisch. & C.A.Mey.) Trautv.
- Medicago biflora (Griseb.) E. Small
- Medicago blancheana Boiss.
- Medicago brachycarpa M.Bieb.
- Medicago caerulea Less. ex Ledeb.
- Medicago cancellata M.Bieb.
- Medicago carica (Hub.-Mor.) E. Small
- Medicago carstiensis Wulfen, la luzerne du Karst
- Medicago caucasica Vassilcz.
- Medicago constricta Durieu
- Medicago coronata (L.) Bartal., la luzerne couronnée
- Medicago crassipes (Boiss.) E.Small
- Medicago cretacea M.Bieb.
- Medicago cyrenaea Maire & Weiller
- Medicago daghestanica Rupr.
- Medicago difalcata Sinskaya
- Medicago disciformis DC., la luzerne en disque
- Medicago doliata Carmign., la luzerne en toupie
- Medicago edgeworthii Sirj.
- Medicago falcata L., la luzerne en faucille ou luzerne jaune
- Medicago fischeriana (Ser.) Trautv.
- Medicago glandulosa David
- Medicago glomerata Balb., la luzerne agglomérée
- Medicago granadensis Willd.
- Medicago grossheimii Vassilcz.
- Medicago gunibica Vassilcz.
- Medicago halophila (Boiss.) E. Small
- Medicago heldreichii E.Small
- Medicago hemicoerulea Sinskaya
- Medicago heyniana Greuter
- Medicago hybrida (Pourr.) Trautv., la luzerne hybride
- Medicago hypogaea E.Small
- Medicago intertexta (L.) Mill., la luzerne hérisson
- Medicago isthmocarpa (Boiss. & Balansa) E. Small
- Medicago karatschaica (A.Heller) A.Heller
- Medicago komarovii Vassilcz.
- Medicago laciniata (L.) Mill., la luzerne laciniée
- Medicago lanigera C.Winkl. & B.Fedtsch.
- Medicago laxispira Heyn
- Medicago liaosiensis (P.Y. Fu & Y.A. Chen) X.Y. Zhu & Y.F. Du
- Medicago littoralis Loisel., la luzerne du littoral
- Medicago lupulina L., la luzerne lupuline ou minette
- Medicago marina L., la luzerne marine
- Medicago medicaginoides (Retz.) E.Small
- Medicago meyeri Gruner
- Medicago minima (L.) L., la luzerne naine
- Medicago monantha (C.A.Mey.) Trautv.
- Medicago monspeliaca (L.) Trautv., la luzerne de Montpellier
- Medicago murex Willd., la luzerne murex
- Medicago muricoleptis Tineo
- Medicago noeana Boiss.
- Medicago orbicularis (L.) Bartal., la luzerne orbiculaire
- Medicago orthoceras (Kar. & Kir.) Trautv.
- Medicago ovalis (Boiss.) Sirj.
- Medicago pamphylica (Huber-Mor. & Sirj.) E. Small
- Medicago papillosa Boiss.
- Medicago persica (Boiss.) E.Small
- Medicago phrygia (Boiss. & Balansa) E.Small
- Medicago pironae Vis.
- Medicago platycarpa (L.) Trautv.
- Medicago polyceratia (L.) Trautv.
- Medicago polychroa Grossh.
- Medicago polymorpha L., la luzerne hérissée
- Medicago praecox DC., la luzerne précoce
- Medicago prostrata Jacq., la luzerne couchée
- Medicago radiata L., la luzerne rayonnante
- Medicago retrorsa (Boiss.) E.Small
- Medicago rhodopea Velen.
- Medicago rhytidiocarpa (Boiss. & Balansa) E. Small
- Medicago rigida (Boiss. & Balansa) E.Small
- Medicago rigidula (L.) All., la luzerne de Gérard ou luzerne raide
- Medicago rostrata (Boiss. & Balansa) E. Small
- Medicago rotata Boiss.
- Medicago rugosa Desr., la luzerne rugueuse
- Medicago rupestris M.Bieb.
- Medicago ruthenica (L.) Ledeb.
- Medicago sativa L., la luzerne cultivée
- Medicago sauvagei Negre
- Medicago saxatilis M.Bieb.
- Medicago schischkinii Sumnev.
- Medicago scutellata (L.) Mill., la luzerne à écussons
- Medicago secundiflora Durieu, la luzerne à fleurs unilatérales
- Medicago sinskiae Uljanova
- Medicago soleirolii Duby, la luzerne de Soleirol
- Medicago strasseri Greuter & al.
- Medicago suffruticosa DC., la luzerne sous-ligneuse
- Medicago talyschensis Latsch.
- Medicago tenoreana Ser., la luzerne de Tenore
- Medicago tornata (L.) Mill., la luzerne d'Italie
- Medicago transoxana Vassilcz.
- Medicago trautvetterii Sumnevicz, in Animadvers.
- Medicago truncatula Gaertn., la luzerne faux-tribule
- Medicago tunetana (Murb.) A.W.Hill
- Medicago turbinata (L.) All., la luzerne à tubercules
- Medicago vardanis Vassilcz.
- Medicago  x varia Martyn, la luzerne bigarrée ou luzerne bâtarde
- Medicago virescens Grossh.

## Utilisation

### Alimentation animale
Voir Luzerne cultivée et Luzerne lupuline.
La luzerne fait partie des plantes les plus riches en vitamine A.
Pour l'alimentation des ruminants, la luzerne cultivée (Medicago sativa) est le plus souvent récoltée en foin. Elle est parfois utilisée en affouragement en vert surtout pour les chèvres et brebis laitières. Elle peut être déshydratée et transformée  en granulés, en usine, pour être utilisée comme  complément d'alimentation riche en protéines.
Medicago varia, falcata et lupulina peuvent être présentes dans les prairies permanentes. Cette dernière est parfois semée en mélange.
La luzerne a des racines profondes. C'est une plante particulièrement résistante à la sécheresse, beaucoup plus que le maïs.

## Ravageurs
Les papillons de nuit (hétérocères) suivants se nourrissent de luzerne :
- géomètre à barreaux, Chiasmia clathrata (Geometridae),
- M noir, Euclidia mi (Noctuidae).